# Lu Kala
Lusamba Vanessa Kalala (née le 21 juillet 1995), dite Lu Kala est une chanteuse congolaise-canadienne.
Elle est surtout connue pour son apparition dans le single « Lottery » du rappeur américain Latto en 2023, qui est entré dans le Billboard Hot 100 et le Canadian Hot 100.

## Biographie

### Carrière
Kala a émigré au Canada à l’âge de trois ans. Elle a d’abord grandi dans le quartier de Regent Park, puis à Ajax, en Ontario. 
Kala a commencé sa carrière avec l’écriture de chansons, puisqu’elle est créditée en tant qu’auteure sur la chanson « Dangerous » de Jennifer Hudson de son album studio JHUD de 2014. 
Kala s’est produite à la Semaine de la musique canadienne en 2019 où elle a interprété son premier single, « DCMO (Don’t Count Me Out) ».  Elle a également remporté le grand prix du Programme des musiciens émergents de la Banque Royale du Canada, remportant ainsi 10 000 $ en studio entre autres prix. 
En février 2023, Latto a sorti « Lottery » qui mettait en vedette Kala, marquant la première entrée de Kala dans le Billboard Hot 100 et le Billboard Canadian Hot 100.  Le 1er mars, Latto et Kala ont interprété la chanson lors de l’événement Billboard Women in Music 2023.  En avril, son single de 2022 « Pretty Girl Era » est entré dans le Billboard Canadian Hot 100 marquant sa première entrée solo dans le classement. Le 24 septembre 2023, Kala a reçu le prix de l’artiste émergent lors des Legacy Awards.  Le 10 décembre, elle s’est produite lors du festival inaugural In the Mix de TikTok à Mesa, en Arizona. 
Kala a été nommée pour deux prix Juno en 2024 et elle s’est produite lors de la soirée d’ouverture du spectacle.  En mars, Kala a reçu deux prix de la chanson n ° 1 de la SOCAN pour ses singles « Hotter Now » et « Nothing but Love ».  Par la suite, « Hotter Now » est devenue sa chanson qui a atteint le sommet du Billboard Canadian Hot 100.  En avril, il a été révélé que Kala avait écrit une chanson avec Katy Perry (qui s’est révélée plus tard être « OK » de l’édition de luxe de l’album studio 143 de Perry en 2024).  Le 4 juillet, Kala remporte le premier prix Billboard Canada Women in Music Rising Star.  Le même mois, son single « Who’s Gonna To » entre dans le palmarès radio Canadian Contemporary.  En septembre 2024, Kala a sorti son single « Criminal » après l’avoir interprété lors de l’événement Women in Music de Billboard Canada.  En octobre 2024, Kala a rejoint Cyndi Lauper en première partie de deux dates de la tournée d’adieu Girls Just Wanna Have Fun Farewell. Le 21 novembre 2024, Kala est apparue en tant que juge invitée lors de la première de la cinquième saison de Canada’s Drag Race.  Deux jours plus tard, elle annonce son single « Cry Baby ». 
Le 25 avril 2025, Kala publie son deuxième EP, No Tears on This Ride. Elle a également annoncé la tournée No Tears on This Ride pour accompagner le projet. 

## Discographie

### Extended plays
| Title                        | Details |
| ---------------------------- | --- |
| Worthy                       | - Released: 21 October 2020 - Label: Self-publishing\|Self-released - Formats: Digital download, streaming media\|streaming |
| Pas des larmes sur ce trajet | - Released: 25 April 2025 - Label: Amigo Records - Formats: Digital download, streaming                                     |

### Singles

#### As lead artist
| Title                                                                          | Year | Peak chart positions | Peak chart positions | Peak chart positions | Peak chart positions | Peak chart positions | Album                 |
| Title                                                                          | Year | CAN                  | CAN AC               | CAN CHR              | CAN HAC              | RUS                  | Album                 |
| ------------------------------------------------------------------------------ | ---- | -------------------- | -------------------- | -------------------- | -------------------- | -------------------- | --------------------- |
| "DCMO (Don't Count Me Out)"                                                    | 2018 | —                    | —                    | —                    | —                    | —                    | Worthy                |
| "Body Knew"                                                                    | 2020 | —                    | —                    | —                    | —                    | —                    | Worthy                |
| "Want You"                                                                     | 2020 | —                    | —                    | —                    | —                    | —                    | Worthy                |
| "No Smoke"                                                                     | 2020 | —                    | —                    | —                    | —                    | —                    | Worthy                |
| "Love Like"                                                                    | 2020 | —                    | —                    | —                    | —                    | —                    | Worthy                |
| "Pretty Girl Era"                                                              | 2022 | 49                   | 6                    | 9                    | 23                   | —                    | No Tears on This Ride |
| "Hotter Now"                                                                   | 2023 | 40                   | 4                    | 7                    | 8                    | 13                   | No Tears on This Ride |
| "Nothing But Love"                                                             | 2024 | —                    | —                    | —                    | —                    | —                    | Non-album single      |
| "Who's Gonna"                                                                  | 2024 | —                    | 49                   | 10                   | 30                   | —                    | No Tears on This Ride |
| "Criminal"                                                                     | 2024 | —                    | —                    | —                    | —                    | —                    | No Tears on This Ride |
| "Cry Baby"                                                                     | 2024 | —                    | —                    | —                    | —                    | —                    | No Tears on This Ride |
| "—" denotes a title that did not chart, or was not released in that territory. |      |                      |                      |                      |                      |                      |                       |

#### As featured artist
| Aujourd'hui (Polun featuring Lu Kala)                                          | 2021 | —  | —  | —  | —  | — | Non-album singles |
| Lottery (Latto song)\|Lottery (Latto featuring Lu Kala)                        | 2023 | 51 | 83 | 29 | 17 | — | Non-album singles |
| "—" denotes a title that did not chart, or was not released in that territory. |      |    |    |    |    |   |                   |

### Songwriting credits
| Title       | Year | Co-writers | Artist          | Album |
| ----------- | ---- | --- | --------------- | ----- |
| "Dangerous" | 2014 | - Paul Jefferies - Daniel Daley - Stephen Kozmeniuk - The Maven Boys - Zale Epstein                                          | Jennifer Hudson | JHUD  |
| "OK"        | 2024 | - Katy Perry - Lukasz Gottwald - Vaughn Oliver - Aaron Joseph - Rocco Valdes - Chloe Angelides - Ryan Ogren - Ferras Alqaisi | Katy Perry      | 143   |